# Ilha de Santo Aleixo
Ilha de Santo Aleixo är en ö i Brasilien.   Den ligger i kommunen Sirinhaém och delstaten Pernambuco, i den östra delen av landet, 1 600 km nordost om huvudstaden Brasília. Arean är 0,13 kvadratkilometer.
Terrängen på Ilha de Santo Aleixo är mycket platt. Den sträcker sig 0,6 kilometer i nord-sydlig riktning, och 0,5 kilometer i öst-västlig riktning.